# Air West
Air West ist eine sudanesische Fluggesellschaft, die Personen- und Fracht-Charterflüge anbietet, mit Sitz in Khartum und Basis auf dem Flughafen Khartum.

## Geschichte
Air West wurde im April 1992 gegründet und startete im Oktober desselben Jahres ihren Flugbetrieb. Besitzer sind der Vorstandsvorsitzende und Firmenpräsident Saif Omar, der 90 % des Unternehmens besitzt, sowie Housam Saif, der die übrigen 10 % besitzt.
Air West wurde in die Liste der Betriebsuntersagungen für den Luftraum der Europäischen Union aufgenommen und darf seitdem nicht mehr in den Luftraum Europas einfliegen.

## Flugziele
Die Gesellschaft bietet inländischen Personentransport und internationale Fracht-Charterflüge an. Die Gesellschaft hat Verträge für Hilfsflüge u. a. mit den Organisationen WFP, UNICEF, IKRK sowie mit dem Verteidigungsministerium der Vereinigten Staaten und der Regierung Sudans.
Drehkreuze der Airline sind die Flughäfen in Khartum (KRT) und Schardscha (SHJ).

## Flotte

### Aktuelle Flotte
Laut planespotters.net besitzt Air West seit 4. April 2021 keine eigenen Flugzeuge mehr:

### Ehemalige Flugzeugtypen
| Flugzeugtyp       | inaktiv | bestellt | Anmerkungen |
| ----------------- | ------- | -------- | ----------- |
| Boeing 737-200    | 2       |          |             |
| Iljuschin Il-76TD | 1       |          |             |
| Gesamt            | 3       | –        |             |

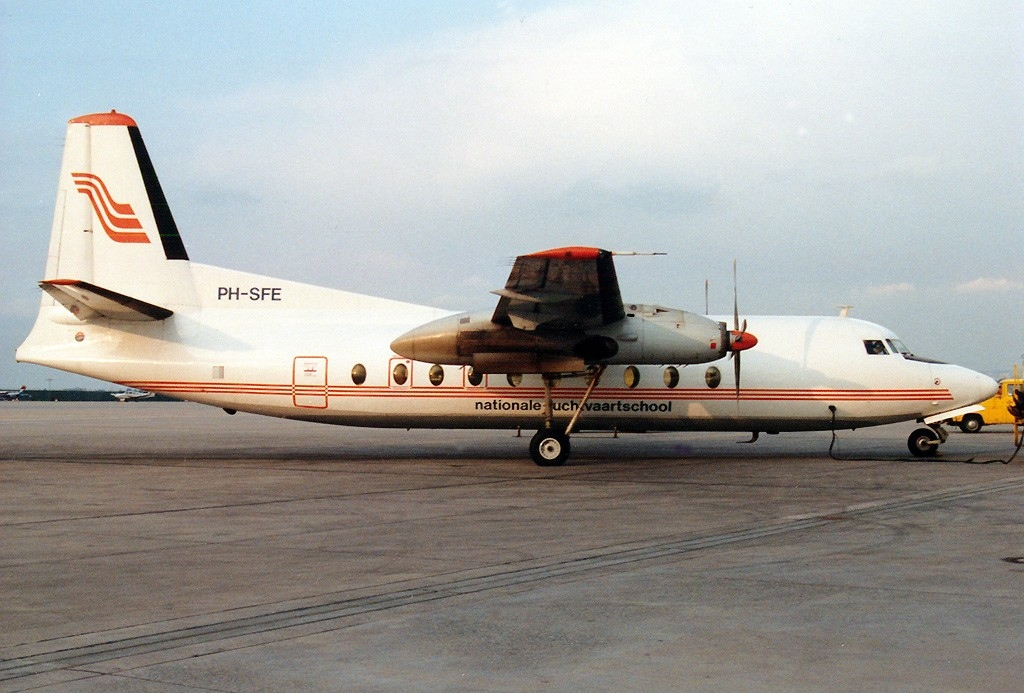
Eine Fokker F.27-300

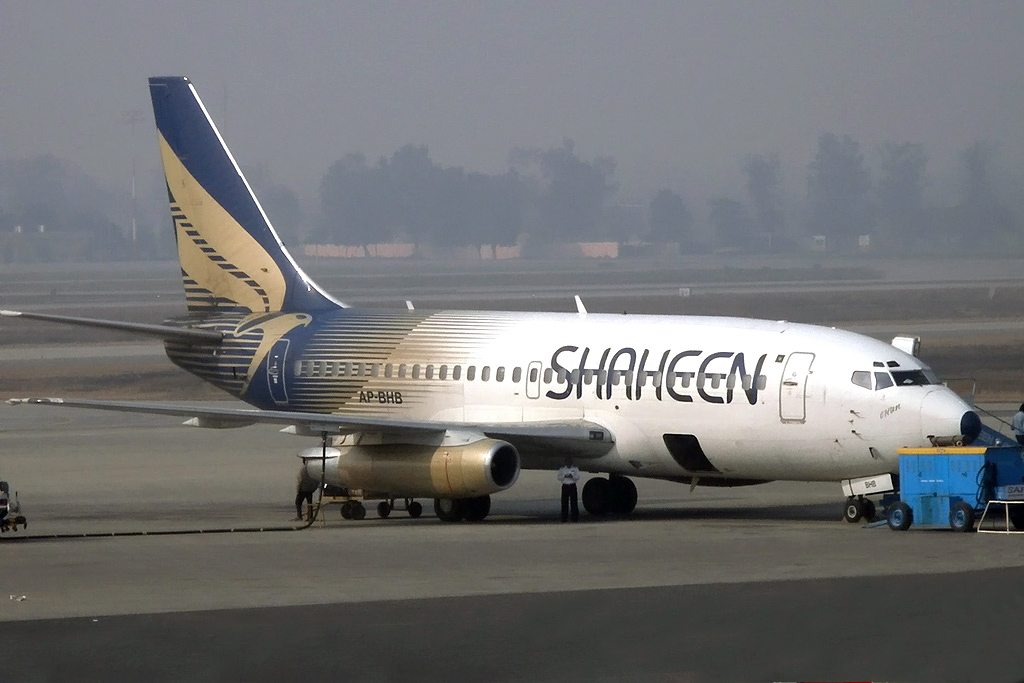
Eine Boeing 737-200.

In der Geschichte der West Air standen insgesamt 11 Flugzeuge von 5 verschiedenen Herstellern unter dem Kommando von Air West:
- Illyushin:  Il-76TD
- Yakovlev: YAK-42D, YAK-40
- Boeing:  B.737-200
- Antonov: An-12B, An-12BP, An-26, An-24B, An-24RV
- Fokker: F.27-200, F.27-300

## Kooperationen
West Air ist Mitglied der JAMA Allianz. Neben West Air sind folgende Fluggesellschaften Mitglied dieser Allianz:
- Juba Air
- Attico

## Zwischenfälle
- Am 3. Februar 2005 verließ eine Frachtmaschine des Typs Iljuschin Il-76 Schardscha mit einer Ladung Hilfsgüter in Richtung der Provinz Darfur in Sudan, mit einer geplanten Zwischenlandung in Khartum. Als die Cockpit-Crew ersten Kontakt mit der Flugsicherung in Khartum aufnahm, meldete sie Treibstoffprobleme. Die Maschine stürzte auf Grund des Ausgehens des Treibstoffes 15 km vor Khartum ab, wobei alle sieben Crew-Mitglieder ums Leben kamen.[4]